# Fleury Di Nallo
Fleury Di Nallo (født 20. april 1943 i Lyon, Frankrig) er en tidligere fransk fodboldspiller (angriber).
Di Nallo tilbragte størstedelen af sin karriere i sin hjembys storklub Olympique Lyon. Han var tilknyttet klubben i hele 14 sæsoner, og var med til at vinde pokalturneringen Coupe de France tre gange. Senere repræsenterede han også Red Star fra Paris og Montpellier HSC.
Di Nallo spillede desuden ti kampe og scorede otte for Frankrigs landshold. Hans første landskamp var et opgør mod Ungarn 11. november 1962, hans sidste en EM-kvalifikationskamp 24. april 1971, også mod Ungarn.
Coupe de France
- 1964, 1967 og 1973 med Olympique Lyon